# Бедриковцы (Тернопольская область)
Бе́дриковцы (укр. Бедриківці) — село в Залещицкой городской общине Чортковского района Тернопольской области Украины.
До 2020 года входило в Залещицкий район.
Код КОАТУУ — 6122080401. Население по переписи 2001 года составляло 1667 человек.

## Географическое положение
Село Бедриковцы находится на берегу реки Тупа, в 1-м км от левого берега реки Днестр, выше по течению примыкает село Дуплиска, ниже по течению реки Днестр на расстоянии в 0,5 км расположено село Касперовцы. Рядом проходит автомобильная дорога Т-2018.

## История
- 1438 год — дата основания.

## Объекты социальной сферы
- Школа I—II ст.
- Дом народного творчества.
- Музей истории села.

## Достопримечательности
- Братская могила советских воинов.